# هنري بيتر
هنري بيتر هو اقتصادي ومحامي كندي، ولد في 19 أبريل 1891 في فيكتوريا في كندا، وتوفي في 17 سبتمبر 1991.